# Pomgje állomás
Pomgje (Beomgye) állomás a szöuli metró 4-es vonalának állomása; Anjang (Anyang) városában található.

## Viszonylatok
| 4-es vonal                                         | 4-es vonal                                          | 4-es vonal                                        |
| -------------------------------------------------- | --------------------------------------------------- | ------------------------------------------------- |
| Phjongcshon (Pyeongchon) Tanggoge (Danggogae) felé | Kvacshon (Gwacheon) vonal személy- és expresszvonat | Kumdzsong (Geumjeong) Anszan (Ansan) és Oido felé |